# The Two Sisters
The Two Sisters (en hangul, 피도 눈물도 없이; McCune-Reischauer, P'ido nunmulto ŏpshi; literalmente, «Sin sangre ni lágrimas») es una serie de televisión surcoreana dirigida por Kim Shin-il y Choi Jeong-eun, y protagonizada por Lee So-yeon, Ha Yeon-joo, Oh Chang-seok, Jang Se-hyun, Park Shin-woo y Jung Chan. Está compuesta por cien episodios de cuarenta minutos, que se emitieron por el canal KBS2 desde el 22 de enero de 2024, de lunes a viernes a las 19:50 (hora local coreana).

## Sinopsis
Lee Hye-won y Lee Hye-ji son dos hermanas que quedaron separadas cuando eran adolescentes debido al divorcio de sus padres. Veinte años después se reencuentran en un torbellino del destino, y su historia desemboca en una catástrofe.

## Reparto

### Principal
- Lee So-yeon como Lee Hye-won, directora general de la Fundación de Arte Judan, que siguió a su padre tras el divorcio de este y sufrió la convivencia con su madrastra.[2][3]
- Ha Yeon-joo como Lee Hye-ji/Bae Do-eun, hermana menor de Hye-won. Comenzó a vivir como Bae Do-eun después de conocer a Yoon Lee-cheol. Siguió a su madre tras el divorcio de esta.[4][5][6]
- Oh Chang-seok como Baek Seong-yoon, abogado de derechos humanos proveniente de una familia acaudalada.[7][8]
- Jang Se-hyun como Yoon Ji-chang, prometido de Hye-won e hijo de Lee-cheol y Soo-hyang. También es líder del equipo de planificación estratégica del grupo empresarial YJ.[7][9][10]
- Park Shin-woo como Lee San-deul, hermanastro de Hye-won y amigo de la escuela secundaria de Ji-chang. Sufre de un trastorno emocional que le obliga un tratamiento farmacológico permanente. Es propietario de un restaurante de tteokbokki.[7][11]
- Jung Chan como Yoon Lee-cheol, director ejecutivo de YJ y padre de Ji-chang.[7][12]

### Secundario

#### Familia de Ji-chang
- Yang Hye-jin como Oh Soo-hyang, madre de Ji-chang y futura suegra de Hye-won. También es presidenta de la Fundación de Arte Judan.
- Jung Hye-sun como Kim Myeong-ae, abuela de Ji-chang, y presidenta honoraria de YJ.[13]
- Jung Soo-young como Yoon I-ra, tía de Ji-chang y hermana menor de Lee-cheol. También es directora de YJ.

#### Familia de Hye-won y Do-eun
- Yoo Tae-woong como Lee Min-tae, padre natural de Hye-won y Do-eun y padre adoptivo de San-deul. Es consultor de subastas inmobiliarias.
- Kim Ye-ryeong como Lee Min-suk, la hermana mayor de Min-tae, Hye-won y Do-eun, exenfermera.[14]
- Yoo Ji-yeon como Kim Seon-kyung, la madrastra de Hye-won, que murió hace diez años.
- Yoon Bok-in como Pi Young-ju, la madre biológica de Hye-won y Do-eun y esposa de Jang-gun. Es adicta al juego y acosa siempre a sus hijas para obtener dinero.[14]
- Kang Sung-jin como Bae Jang-gun, padrastro de Do-eun y actual marido de Young-ju. Es un exusurero y actualmente está desempleado.[14]

#### Otros
- Shin Ha-rang como Jung Gyeong-ja, como una hermana mayor de Do-eun, a la que lleva diez años; se conocieron en Estados Unidos. Ella puede hacer cualquier cosa si le das dinero.
- Hyeon Cheol-ho como el secretario Kim, el secretario de Lee-cheol.
- Lee Chang-wook como el escritor Lim Dan-woong.[13]
- Jeon Yu-rim como Cha Ji-eun, hija de un miembro de la Asamblea Nacional y amiga de la infancia de Yoon Ji-chang.[15]

## Producción
El guion de la serie es obra de Kim Kyung-hee, que presentó su trabajo explicando que «quería hacer preguntas sobre el valor tradicional de la familia [...] Espero que los valores familiares que han obligado al sacrificio y la lealtad, y las víctimas que han sido sacrificadas o destruidas dentro de ellos, sirvan como una oportunidad para reflexionar sobre si alguna vez nos hemos convertido en perpetradores».
El 12 de diciembre de 2023 la productora confirmó el reparto de protagonistas de la serie, cuya emisión se había programado para enero de 2024. Una semana después se distribuyeron imágenes de la lectura del guion, con la presencia de la guionista, el director Kim Shin-il, y el reparto completo de actores.
El 22 de enero la producción se presentó en línea con la asistencia del director Kim Shin-il y los actores Lee So-yeon, Ha Yeon-ju, Oh Chang-seok, Jang Se-hyeon, Jeong Chan y Park Shin-woo. El director explicó que la trama nace de un hecho muy común en Corea, el divorcio de los padres, pues este es el país asiático con la tasa más alta de divorcios. También declaró que para aligerar la trama recurrió a personajes cómicos y elementos propios de la comedia.

## Banda sonora original
| Parte | Fecha de publicación | Título | Letra | Música | Artista | Dur. | Ref. |
| ----- | --- | --- | --- | --- | --- | --- | --- |
| 1     | 25 de enero de 2024 | 왜 내가 울어 («Por qué estoy llorando») | Invincible W, Lydia | Invincible W, Lydia, Lee Han | Kim Hyun-jung | 3:46 | [ 19 ] |
| 2     | 1 de febrero de 2024 | 너를 잊지 못해 살아가 («Vivo porque no puedo olvidarte»)                                                                                             | Invincible W, Heziin | Invincible W, Heziin, Jang Seok-won | Ran | 3:20 | [ 20 ] |
| 3     | 7 de febrero de 2024 | 니가 떠난 그 후로 («Desde que te fuiste») | Invincible W, Hwang Byeong-hee | Invincible W, Hwang Byeong-hee, Lee Han | Joo Won-tak | 3:52 | [ 21 ] |
| 4     | 15 de febrero de 2024 | 사랑하고 사랑받는 우리의 사이가 («La relación entre nosotros que amamos y somos amados»)                                                             | Invincible W, Joo Hyun-min | Invincible W Joo Hyun-min Lee Han | The Daisy | 3:44 | [ 22 ] |
| 5     | 22 de febrero de 2024 | 눈물샘 («Glándula lagrimal») | Invincible W, Hwang Byeong-hee | Invincible W, Hwang Byeong-hee, Jimin (Jak), Ham Ha-bin                                                                                              | Han Kyung-il | 3:16 | [ 23 ] |
| 6     | 29 de febrero de 2024 | 아무리 아파도 («No importa cuánto duela») | Invincible W, Ahn Sol-hee | Invincible W, Ahn Sol-hee, Jimin (Jak), Ham Ha-bin                                                                                                   | Yeoeun | 3:54 | [ 24 ] |
| 7     | 6 de marzo de 2024 | 사랑해서 미안해 («Perdóname por amarte») | Rhinoceros, Go Byeong-sik | Rhinoceros, Lee Hyeong-seong | Park Kwang-sun | 4:16 | [ 25 ] |
| 8     | 14 de marzo de 2024 | 흰 눈 위에 봄이 찾아오면 («Cuando llega la primavera sobre la nieve blanca»)                                                                         | Invincible W, Jeon Geun-hwa (Weeky1) | Invincible W, Jeon Geun-hwa (Weeky1), Jang Seok-won                                                                                                  | DK Soul | 3:42 | [ 26 ] |
| 9     | 21 de marzo de 2024 | 서약 («Promesa») | Hong Jin-young | Hong Jin-young | J-Sera | 3:44 | [ 27 ] [ 28 ] |
| 10    | 28 de marzo de 2024 | 운명을 나는 믿어요 («Creo en el destino») | Invincible W, Ahn Sol-hee | Invincible W, Ahn Sol-hee, Jang Seok-won | Sook-hee | 3:27 | [ 29 ] [ 30 ] |
| 11    | 4 de abril de 2024 | 후애 («Después del amor») | Jeong Seon-yeon,Choi Eun-jung | Jeong Seon-yeon, Jeong Su-won, Lee Sang-jun | Jeong Seon-yeon | 4:51 | [ 31 ] |
| 12    | 11 de abril de 2024 | «Say I Love You» | Go Byeong-sik | Go Byeong-sik, Jeong Mi-hyeon, Do Han-seok | Gilme | 3:36 | [ 32 ] |
| 13    | 18 de abril de 2024 | 내 맘을 말해도 될까요 («¿Puedo decirte cómo me siento?»)                                                                                             | Been, Ju Won | Been, Hyunki | Seungmin (HashTag) | 3:52 | [ 33 ] |
| 14    | 25 de abril de 2024 | 너에게 («Para ti») | Invincible W, Morning Coffee | Invincible W, Morning Coffee, Dry Teeth, Kim Jun-seop                                                                                                | Morning Coffee | 3:58 | [ 34 ] |
| 15    | 2 de mayo de 2024 | 이런 맘은 처음이라서 («Porque es la primera vez que me siento así»)                                                                                  | Go Byeong-sik | Go Byeong-sik, Lee Hyeong-seong | Kajin | 3:42 | [ 35 ] |
| 16    | 9 de mayo de 2024 | 숨바꼭질 («Perdido y encontrado») | Invincible W, Lydia | Invincible W, Lydia, Jang Seok-won, Lee Yun-jae | Hwang Si-yeon | 3:31 | [ 36 ] |
| 17    | 16 de mayo de 2024 | 서로 («Entre sí») | Invincible W, Yook Sang-hee | Invincible W, Yook Sang-hee, Jang Seok-won, Han Sang-hyun                                                                                            | Hangabin | 3:41 | [ 37 ] |
| 18    | 23 de mayo de 2024 | «Today is the Last» | | | Woo Eun-mi | | [ 38 ] |
| Notas | Las canciones de la banda sonora tienen una versión instrumental de igual duración. El segundo sencillo se publicó también en una versión en inglés. | Las canciones de la banda sonora tienen una versión instrumental de igual duración. El segundo sencillo se publicó también en una versión en inglés. | Las canciones de la banda sonora tienen una versión instrumental de igual duración. El segundo sencillo se publicó también en una versión en inglés. | Las canciones de la banda sonora tienen una versión instrumental de igual duración. El segundo sencillo se publicó también en una versión en inglés. | Las canciones de la banda sonora tienen una versión instrumental de igual duración. El segundo sencillo se publicó también en una versión en inglés. | Las canciones de la banda sonora tienen una versión instrumental de igual duración. El segundo sencillo se publicó también en una versión en inglés. | Las canciones de la banda sonora tienen una versión instrumental de igual duración. El segundo sencillo se publicó también en una versión en inglés. |

## Audiencia
| Temporada | Temporada | Episodio número | Episodio número | Episodio número | Episodio número | Episodio número | Episodio número | Episodio número | Episodio número | Episodio número | Episodio número | Episodio número | Episodio número | Episodio número | Episodio número | Episodio número | Episodio número | Episodio número | Episodio número | Episodio número | Episodio número |
| Temporada | Temporada | 1               | 2               | 3               | 4               | 5               | 6               | 7               | 8               | 9               | 10              | 11              | 12              | 13              | 14              | 15              | 16              | 17              | 18              | 19              | 20              |
| --------- | --------- | --------------- | --------------- | --------------- | --------------- | --------------- | --------------- | --------------- | --------------- | --------------- | --------------- | --------------- | --------------- | --------------- | --------------- | --------------- | --------------- | --------------- | --------------- | --------------- | --------------- |
|           | 1         | 1408            | 1466            | 1477            | 1273            | 1436            | 1435            | 1488            | 1383            | 1442            | 1391            | 1339            | 1380            | 1319            | 1163            | 1255            | 1336            | 1256            | 1314            | 1337            | 1308            |
|           | 2         | 1311            | 1206            | 1147            | 1217            | 1229            | 1355            | 1212            | 1295            | 1362            | 1231            | 1267            | 1239            | 1240            | 1227            | 1248            | 1366            | 1214            | 1293            | 1253            | 1227            |
|           | 3         | 1430            | 1252            | 1231            | 1373            | 1407            | 1368            | 1258            | 1378            | 1286            | 1270            | 1420            | 1278            | 1263            | 1233            | 1167            | 1248            | 1092            | 1104            | 1139            | 1269            |
|           | 4         | 1244            | 1261            | 1182            | 1199            | 1143            | 1343            | 1013            | 1109            | 1155            | 1189            | 1218            | 1198            | 1202            | 1138            | 1269            | 1370            | 1047            | 1252            | 1243            | 1303            |
|           | 5         | 1256            | 1372            | 1317            | 1211            | 1171            | 1258            | 1215            | 1253            | 1242            | 1291            | 1321            | 1181            | 1351            | 1229            | 1192            | 1230            | 1145            | 1156            | 1075            | 1260            |
|           | 6         | 1304            | 1301            | 1225            | 1349            | —               | —               | —               | —               | —               | —               | —               | —               | —               | —               | —               | —               | —               | —               | —               | —               |

| Episodio | Fecha de emisión      | Índices de audiencia (Nielsen Korea) | Índices de audiencia (Nielsen Korea) |
| Episodio | Fecha de emisión      | Nacional                             | Seúl                                 |
| --- | --------------------- | ------------------------------------ | ------------------------------------ |
| 1 | 22 de enero de 2024   | 8,0 % (3.ª)                          | 6,8 % (3.ª)                          |
| 2 | 23 de enero de 2024   | 8,3 % (2.ª)                          | 6,5 % (4.ª)                          |
| 3 | 24 de enero de 2024   | 8,7 % (2.ª)                          | 7,0 % (2.ª)                          |
| 4 | 25 de enero de 2024   | 7,9 % (3.ª)                          | 6,7 % (2.ª)                          |
| 5 | 26 de enero de 2024   | 8,6 % (4.ª)                          | 7,4 % (4.ª)                          |
| 6 | 29 de enero de 2024   | 8,3 % (2.ª)                          | 7,0 % (2.ª)                          |
| 7 | 30 de enero de 2024   | 8,4 % (2.ª)                          | 6,7 % (2.ª)                          |
| 8 | 31 de enero de 2024   | 8,0 % (2.ª)                          | 6,7 % (2.ª)                          |
| 9 | 1 de febrero de 2024  | 8,4 % (2.ª)                          | 7,3 % (2.ª)                          |
| 10 | 2 de febrero de 2024  | 8,6 % (3.ª)                          | 7,4 % (4.ª)                          |
| 11 | 5 de febrero de 2024  | 8,2 % (2.ª)                          | 7,4 % (2.ª)                          |
| 12 | 6 de febrero de 2024  | 8,2 % (2.ª)                          | 6,8 % (2.ª)                          |
| 13 | 7 de febrero de 2024  | 7,3 % (4.ª)                          | 6,0 % (4.ª)                          |
| 14 | 8 de febrero de 2024  | 6,7 % (4.ª)                          | 5,6 % (4.ª)                          |
| 15 | 9 de febrero de 2024  | 6,4 % (4.ª)                          | 5,5 % (7,ª)                          |
| 16 | 13 de febrero de 2024 | 8,1 % (2.ª)                          | 6,7 % (2.ª)                          |
| 17 | 14 de febrero de 2024 | 7,4 % (3.ª)                          | 5,6 % (6,ª)                          |
| 18 | 15 de febrero de 2024 | 7,5 % (2.ª)                          | 6,1 % (2.ª)                          |
| 19 | 16 de febrero de 2024 | 7,6 % (5,ª)                          | 6,3 % (6,ª)                          |
| 20 | 19 de febrero de 2024 | 7,7 % (3.ª)                          | 6,8 % (2.ª)                          |
| 21 | 20 de febrero de 2024 | 7,5 % (3.ª)                          | 6,3 % (2.ª)                          |
| 22 | 21 de febrero de 2024 | 7,2 % (4.ª)                          | 6,1 % (4.ª)                          |
| 23 | 22 de febrero de 2024 | 6,7 % (4.ª)                          | 5,5 % (6,ª)                          |
| 24 | 23 de febrero de 2024 | 6,8 % (5,ª)                          | 5,2 % (8,ª)                          |
| 25 | 26 de febrero de 2024 | 7,3 % (4.ª)                          | 6,5 % (2.ª)                          |
| 26 | 27 de febrero de 2024 | 7,9 % (2.ª)                          | 6,4 % (2.ª)                          |
| 27 | 28 de febrero de 2024 | 7,3 % (4.ª)                          | 6,1 % (2.ª)                          |
| 28 | 29 de febrero de 2024 | 7,7 % (2.ª)                          | 6,4 % (2.ª)                          |
| 29 | 1 de marzo de 2024    | 7,4 % (3.ª)                          | 6,0 % (6,ª)                          |
| 30 | 4 de marzo de 2024    | 7,4 % (4.ª)                          | 6,1 % (3.ª)                          |
| 31 | 5 de marzo de 2024    | 7,3 % (3.ª)                          | 5,2 % (5,ª)                          |
| 32 | 6 de marzo de 2024    | 7,3 % (3.ª)                          | 5,6 % (5,ª)                          |
| 33 | 7 de marzo de 2024    | 6,9 % (4.ª)                          | 5,0 % (5,ª)                          |
| 34 | 8 de marzo de 2024    | 7,4 % (7,ª)                          | 5,7 % (7,ª)                          |
| 35 | 11 de marzo de 2024   | 7,4 % (4.ª)                          | 6,0 % (3.ª)                          |
| 36 | 12 de marzo de 2024   | 7,8 % (2.ª)                          | 6,5 % (2.ª)                          |
| 37 | 13 de marzo de 2024   | 7,0 % (5,ª)                          | 5,6 % (6,ª)                          |
| 38 | 14 de marzo de 2024   | 7,3 % (2.ª)                          | 5,9 % (2.ª)                          |
| 39 | 15 de marzo de 2024   | 7,4 % (6,ª)                          | 5,9 % (5,ª)                          |
| 40 | 18 de marzo de 2024   | 7,3 % (4.ª)                          | 5,9 % (4.ª)                          |
| 41 | 19 de marzo de 2024   | 8,5 % (2.ª)                          | 7,2 % (2.ª)                          |
| 42 | 20 de marzo de 2024   | 7,2 % (5,ª)                          | 5,6 % (7,ª)                          |
| 43 | 21 de marzo de 2024   | 7,2 % (3.ª)                          | 6,2 % (2.ª)                          |
| 44 | 22 de marzo de 2024   | 7,7 % (5,ª)                          | 5,9 % (6,ª)                          |
| 45 | 25 de marzo de 2024   | 8,1 % (2.ª)                          | 6,4 % (4.ª)                          |
| 46 | 26 de marzo de 2024   | 7,9 % (5,ª)                          | 6,1 % (4.ª)                          |
| 47 | 27 de marzo de 2024   | 7,1 % (4.ª)                          | 5,6 % (6,ª)                          |
| 48 | 28 de marzo de 2024   | 7,7 % (2.ª)                          | 6,2 % (3.ª)                          |
| 49 | 29 de marzo de 2024   | 7,3 % (3.ª)                          | 5,6 % (5.ª)                          |
| 50 | 1 de abril de 2024    | 7,8 % (2.ª)                          | 6,4 % (3.ª)                          |
| 51 | 2 de abril de 2024    | 7,7 % (2.ª)                          | 6,1 % (3.ª)                          |
| 52 | 3 de abril de 2024    | 7,6 % (3.ª)                          | 5,7 % (5.ª)                          |
| 53 | 4 de abril de 2024    | 7,6 % (3.ª)                          | 6,6 % (3.ª)                          |
| 54 | 5 de abril de 2024    | 7,2 % (3.ª)                          | 5,7 % (5.ª)                          |
| 55 | 8 de abril de 2024    | 7,2 % (3.ª)                          | 5,9 % (5.ª)                          |
| 56 | 9 de abril de 2024    | 7,1 % (3.ª)                          | 6,0 % (3v)                           |
| 57 | 10 de abril de 2024   | 5,8 % (8.ª)                          | 4,9 % (12.ª)                         |
| 58 | 11 de abril de 2024   | 7,3 % (2.ª)                          | 6,1 % (4.ª)                          |
| 59 | 12 de abril de 2024   | 6,7 % (5.ª)                          | 5,2 % (7.ª)                          |
| 60 | 15 de abril de 2024   | 8,0 % (2.ª)                          | 6,4 % (5.ª)                          |
| 61 | 16 de abril de 2024   | 7,4 % (2.ª)                          | 6,0 % (3.ª)                          |
| 62 | 17 de abril de 2024   | 7,4 % (2.ª)                          | 6,1 % (2.ª)                          |
| 63 | 18 de abril de 2024   | 7,0 % (2.ª)                          | 5,7 % (2.ª)                          |
| 64 | 19 de abril de 2024   | 6,9 % (3.ª)                          | 5,4 % (7.ª)                          |
| 65 | 22 de abril de 2024   | 6,9 % (4.ª)                          | 5,5 % (6.ª)                          |
| 66 | 23 de abril de 2024   | 7,6 % (2.ª)                          | 6,0 % (3.ª)                          |
| 67 | 24 de abril de 2024   | 6,1 % (6.ª)                          | 4,6 % (9.ª)                          |
| 68 | 25 de abril de 2024   | 6,9 % (4.ª)                          | 5,7 % (4.ª)                          |
| 69 | 26 de abril de 2024   | 7,1 % (4.ª)                          | 5,5 % (5.ª)                          |
| 70 | 29 de abril de 2024   | 7,3 % (3.ª)                          | 5,4 % (6.ª)                          |
| 71 | 30 de abril de 2024   | 7,2 % (2.ª)                          | 5,4 % (4.ª)                          |
| 72 | 1 de mayo de 2024     | 6,7 % (4.ª)                          | 4,8 % (8.ª)                          |
| 73 | 2 de mayo de 2024     | 6,8 % (3.ª)                          | 5,0 % (5.ª)                          |
| 74 | 3 de mayo de 2024     | 6,8 % (5.ª)                          | 5,4 % (5.ª)                          |
| 75 | 6 de mayo de 2024     | 7,7 % (2.ª)                          | 6,2 % (4.ª)                          |
| 76 | 7 de mayo de 2024     | 7,5 % (2.ª)                          | 6,0 % (3.ª)                          |
| 77 | 8 de mayo de 2024     | 6,5 % (5.ª)                          | 5,0 % (5.ª)                          |
| 78 | 9 de mayo de 2024     | 7.0 % (3.ª)                          | 5,9 % (3.ª)                          |
| 79 | 10 de mayo de 2024    | 7,5 % (3.ª)                          | 6,1 % (4.ª)                          |
| 80 | 13 de mayo de 2024    | 7,4 % (3.ª)                          | 6,1 % (4.ª)                          |
| 81 | 14 de mayo de 2024    | 7,3 % (2.ª)                          | 6,2 % (3.ª)                          |
| 82 | 15 de mayo de 2024    | 7,9 % (2.ª)                          | 6,7 % (3.ª)                          |
| 83 | 16 de mayo de 2024    | 7,5 % (4.ª)                          | 6,5 % (3.ª)                          |
| 84 | 17 de mayo de 2024    | 7,0 % (5.ª)                          | 5,5 % (6.ª)                          |
| 85 | 20 de mayo de 2024    | 7,1 % (4.ª)                          | 5,6 % (3.ª)                          |
| 86 | 21 de mayo de 2024    | 7,3 % (2.ª)                          | 5,8 % (4.ª)                          |
| 87 | 22 de mayo de 2024    | 7,0 % (4.ª)                          | 5,2 % (4.ª)                          |
| 88 | 23 de mayo de 2024    | 7,2 % (3.ª)                          | 6,2 % (2.ª)                          |
| 89 | 24 de mayo de 2024    | 6,8 % (4.ª)                          | 6,0 % (4.ª)                          |
| 90 | 27 de mayo de 2024    | 7,6 % (3.ª)                          | 6,4 % (2.ª)                          |
| 91 | 28 de mayo de 2024    | 7,5 % (2.ª)                          | 5,9 % (2.ª)                          |
| 92 | 29 de mayo de 2024    | 7,0 % (5.ª)                          | 5,6 % (6.ª)                          |
| 93 | 30 de mayo de 2024    | 7,9 % (2.ª)                          | 6,5 % (2.ª)                          |
| 94 | 31 de mayo de 2024    | 7,4 % (3.ª)                          | 6,1 % (6.ª)                          |
| 95 | 3 de junio de 2024    | 7,3 % (4.ª)                          | 6,4 % (4.ª)                          |
| 96 | 4 de junio de 2024    | 7,0 % (2.ª)                          | 5,7 % (2.ª)                          |
| 97 | 5 de junio de 2024    | 7,0 % (3.ª)                          | 5,6 % (5.ª)                          |
| 98 | 6 de junio de 2024    | 7,0 % (4.ª)                          | 6,0 % (4.ª)                          |
| 99 | 7 de junio de 2024    | 6,7 % (4.ª)                          | 5,4 % (6.ª)                          |
| 100 | 10 de junio de 2024   | 7,7 % (2.ª)                          | 6,6 % (2.ª)                          |
| 101 | 11 de junio de 2024   | 7,6 % (3.ª)                          | 6,1 % (3.ª)                          |
| 102 | 12 de junio de 2024   | 7,9 % (2.ª)                          | 6,9 % (2.ª)                          |
| 103 | 13 de junio de 2024   | 7,8 % (2.ª)                          | 6,3 % (2.ª)                          |
| 104 | 14 de junio de 2024   | 7,6 % (3.ª)                          | 6,3 % (4.ª)                          |
| Promedio | Promedio              | 7,6 %                                | 5,7 %                                |
| - En la tabla superior, los números azules representan las calificaciones más bajas y los números rojos representan las más altas. |                       |                                      |                                      |

## Controversias
La serie despertó algunas controversias por el modo en que se presentaban algunos personajes con discapacidad, modo que se consideraba poco ajustado a la realidad.